# Massimo Pallottino
Massimo Pallottino (Roma, 9 de noviembre de 1909-ibíd., 7 de febrero de 1995) fue un arqueólogo italiano. 
Fue el primer profesor de Etruscología de la Universidad de La Sapienza en Roma y es más conocido por hallar uno de los mayores descubrimientos sobre la historia de la civilización etrusca: durante una excavación que dirigió en Caere en 1964, descubrió las denominadas Láminas de Pyrgi. 
Fue un alumno de Giulio Quirino Giglioli. Se graduó en 1931 con una tesis sobre la ciudad de Tarquinia e inicialmente llevó a cabo varios estudios sobre el templo de Apolo de Veyes. Inspector en 1933, se convirtió en superintendente de las antigüedades de Roma y tomó la dirección del Museo Nacional Etrusco de Villa Giulia. Luego, con la profundización de sus técnicas, creó el concepto moderno de «etruscología», fundando el Consejo Nacional de Investigación. También participó en la creación del Instituto Nacional de Estudios Etruscos en Italia, y su periódico Estudios etruscos. Su primer ensayo, "Etruscologia", publicado por primera vez en Milán en 1942, fue un best seller, traducido a varios idiomas. 
En 1982 ganó el Premio Balzan por haber llevado a cabo «descubrimientos de importancia fundamental en la ciencia de la antigüedad, a través de la excavación de Pyrgi, su contribución a la interpretación del arte etrusco y las investigaciones que revelan los orígenes de Roma y de los pueblos prerromanos». Recibió en 1991 el "Cavallo d'Oro di San Marco".

## Obras
- Arte figurativa e ornamentale. Roma: C. Colombo, 1940.
- Etruscologia. Milan: Hoepli, 1942.
- L’origine degli Etruschi. Roma: Tumminelli, 1947.
- Etruscan Painting. Geneva: Skira, 1952.
- Mostra dell’arte e della civiltà etrusca. Milano: Silvana, 1955.
- Che cos’è l’archeologia. Firenze: Sansoni, 1963.
- Civiltà artistica etrusco-italica. Firenze: Sansoni, 1971.
- Storia della prima Italia. Milano, Rusconi, 1984.
- A History of Earliest Italy. Michigan, 1991.